# Zehn herausragende junge Menschen der Welt
Das Programm „Ten Outstanding Young Persons of the World“ (TOYP, Zehn herausragende junge Menschen der Welt) dient der offiziellen Anerkennung junger Menschen, die in ihren gewählten Bereichen herausragende Leistungen erbringen und die besten Eigenschaften der jungen Menschen weltweit verkörpern würden. Das Programm wird von der Junior Chamber International (JCI) gefördert.
Junge Männer und Frauen können in zehn Kategorien nominiert werden. Eine internationale Jury wählt anschließend aus allen Nominierungen bis zu zehn Preisträger aus, unabhängig von der Kategorie. Zu den bisherigen Preisträgern zählen Sportler, Menschen, die sich in vielfältiger Weise für die Gesellschaft eingesetzt haben, und Menschen, die Behinderungen überwunden haben.
Nominierungen werden häufig über die Junior Chamber-Organisationen in ihren Heimatländern eingereicht. Jede nationale Organisation verfügt in der Regel über ein Programm „Zehn herausragende junge Menschen“, das junge Menschen auszeichnet, die die besten Eigenschaften der Jugend ihres Landes verkörpern.
Die internationalen Auszeichnungen wurden erstmals im Jahr 1983 vergeben und orientierten sich an den Programmen der nationalen Organisationen.

## Auswahlkategorien
- Geschäftliche, wirtschaftliche und/oder unternehmerische Leistungen
- Politische, rechtliche und/oder Regierungsangelegenheiten
- Akademische Führungsqualitäten und/oder Leistungen
- Kulturelle Leistung
- Moralische und/oder ökologische Führung
- Beitrag zu Kindern, Weltfrieden und/oder Menschenrechten
- Humanitäre und/oder freiwillige Führung
- Wissenschaftliche und/oder technologische Entwicklung
- Persönliche Verbesserung und/oder Leistung
- Medizinische Innovation

## Ähnliche Projekte
- Liste der Empfänger der Auszeichnung „Ten Outstanding Young Persons of the World“
- Zehn herausragende junge Amerikaner (nationales Programm der Vereinigten Staaten)